# Alpe–Adria (kolesarska dirka)
Alpe–Adria je nekdanja mednarodna etapna cesta kolesarska dirka, ki jo je med letoma 1967 in 1991 prirejala Socialistična federativna republika Jugoslavija. Skupna dolžina dirke se je gibala med 609 in 790 km. Najuspešnejši kolesar v zgodovini dirke je Janez Zakotnik s tremi zmagami.

## Zmagovalci
- 1967:  Franc Škerlj
- 1968:  Franc Škerlj
- 1969:  Cvitko Bilić
- 1970: ?
- 1971:  Cvitko Bilić
- 1972:  Janez Zakotnik
- 1973:  Janez Zakotnik
- 1974:  Janez Zakotnik
- 1975:  Franco Preda
- 1976:  Klaus-Peter Thaler
- 1977:  Bojan Ropret
- 1978:  Nazzareno Berto
- 1979:  Giovanni Biason
- 1980:  Frank Herzog
- 1981:  Pavol Gálik
- 1982:  Vlado Marn
- 1983:  Primož Čerin
- 1984:  Primož Čerin
- 1985:  Jure Pavlič
- 1986:  Jure Pavlič
- 1987: ni potekala
- 1988:  Gianluca Tonetti
- 1989:  Valerij Pijanik
- 1990: ?
- 1991:  Sergej Smijevskoj